# Oaxtepec
Oaxtepec ist eine Kleinstadt im Municipio Yautepec im nördlichen Teil des mexikanischen Bundesstaates Morelos mit 6939 Einwohnern (2010).

## Die Herkunft des Namens
Ihr Name stammt aus der Sprache Nahuatl und setzt sich aus zwei Wortstämmen zusammen: huax und tepec. Huaxin beschreibt eine zur Gattung der Akazien gehörende Baumart, die in Mexiko als guaje bekannt ist und den lateinischen Namen Leucaena esculenta trägt. Tepetl bezeichnet einen Hügel oder Berg. Oaxtepec oder Huaxtepec, wie die Stadt ursprünglich hieß, bedeutet somit ‚Guaje-Berg‘ oder ‚Berg der Guaje-Bäume‘.

## Geschichte
Das damalige Huaxtepec war bereits vor Ankunft der spanischen Invasoren im Jahr 1521 eine bedeutende Siedlung. In dieser Region lebte der zur Familie der Azteken gehörende Stamm der Tlahuica, deren größte Städte Cuauhnahuac (das heutige Cuernavaca) and Huaxtepec waren.
In Huaxtepec kultivierten die Tlahuica schon zu jener Zeit den Anbau von Kakaopflanzen und Vanille. Deren Pracht beeindruckte den spanischen Eroberer Hernán Cortés so sehr, dass dieser seinen König Karl V. wissen ließ, die Gärten des Moctezuma in Huaxtepec seien die schönsten, die er je gesehen habe.

## Fußball
Zwischen 1982 und 1984 war die Stadt durch den CF Oaxtepec zwei Spielzeiten in der Primera División, der höchsten Liga im mexikanischen Vereinsfußball, vertreten.